# Zhizdra
Zhizdra (del ruso: Жи́здра) es una ciudad rusa, capital del raión homónimo en la óblast de Kaluga.
En 2021, la ciudad tenía una población de 5433 habitantes. En su territorio no hay pedanías.
Está situada a orillas del río Zhizdra, a 180 km al sudoeste de Kaluga.

## Historia
El viejo pueblo de Zhizdra recibió el estatus de ciudad en 1777, fecha en la que también se convierte en el centro administrativo de un uyezd. Su nombre deriva del báltico, y significa "arena gruesa" o "grava". En los siglos XVIII y XIX, la ciudad es un centro activo del comercio de madera. Durante la Segunda Guerra Mundial, Zhizdra es ocupada por las tropas alemanas el 5 de octubre de 1941, y sería recuperada por el Frente Occidental del Ejército Rojo el 16 de agosto de 1943, dentro de las ofensivas de la operación Oriol.

## Demografía
| 1897  | 1926  | 1939  | 1959  | 1970  | 1979  | 1989  | 2002  | 2008  |
| ----- | ----- | ----- | ----- | ----- | ----- | ----- | ----- | ----- |
| 5 996 | 6 600 | 8 100 | 5 200 | 5 800 | 5 500 | 5 400 | 5 719 | 5 889 |

## Cultura y lugares de interés
La ciudad cuenta con un museo de historia local.

## Economía y transporte
En Zhizdra existen compañías dedicadas al procesado de madera, la industria textil y la alimentaria.
A diez kilómetros de la ciudad hacia el este se encuentra la estación de Sikeyevo en la línea Moscú-Briansk-Kiev, abierta en 1899. Existía un ramal a la ciudad que fue destruido en la Segunda Guerra Mundial y no se reconstruyó.
La carretera principal M3 que hace la misma ruta que la ferroviaria pasa al este de la ciudad. Existe también una carretera que conecta la ciudad con Liudínovo.

## Personalidades
- Alekséi Yeliséyev : cosmonauta soviético nacido en Zhizdra en 1934.